# Daïra de Taibet
La daïra de Taibet est une circonscription administrative algérienne située dans la wilaya d'Ouargla. Son chef-lieu est situé sur la commune éponyme de Taibet.

## Communes
La daïra regroupe les trois communes de Benaceur, M'Naguer et Taibet.